# Milikowice
Milikowice (alemán: Arnsdorf) es una localidad del distrito de Świdnica, en el voivodato de Baja Silesia (Polonia). Se encuentra en el suroeste del país, dentro del término municipal de Jaworzyna Śląska, a unos 4 km al sur de la localidad homónima y sede del gobierno municipal, a unos 5 al norte de Świdnica, la capital del distrito, y a unos 52 al suroeste de Breslavia, la capital del voivodato. Milikowice perteneció a Alemania hasta 1945.
- Datos: Q6851876
- Multimedia: Milikowice / Q6851876